# 增殖反应堆

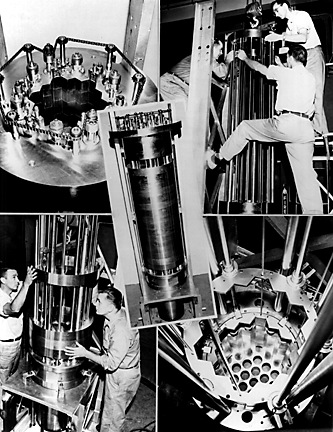
1951年， 美國愛達荷州實驗增殖反應爐I 的核心組裝

增殖反應爐是一種產生的裂變材料多於消耗量的核反應爐。 這些反應爐可以使用鈾和釷的更常見的同位素（例如鈾-238和釷-232 ）作為燃料，而不是傳統反應爐中使用的稀有鈾-235。這些材料被稱為可增殖材料，因為它們可以透過這些增殖反應爐增殖成燃料。
增殖反應爐之所以能實現這一點，是因為其中子經濟性足夠高，能夠產生比其消耗更多的裂變燃料。這些多餘的中子會被與裂變燃料一起裝入反應爐中的增殖材料吸收。這些經過輻照的增殖材料又會嬗變成可進行裂變反應的裂變材料。
增殖反應爐起初被認為具有吸引力，因為它們比輕水反應爐更充分地利用鈾燃料，但隨著更多鈾儲量的發現以及鈾濃縮新方法降低燃料成本，人們對其的興趣在 20 世紀 60 年代後下降了。

## 類型
增殖反應爐有多種類型：

在目前的熱中子裂變反應爐中，透過中子捕獲和衰變生成重超鈾錒系元素。從鈾238開始，鈽、镅和鋦的同位素都被生成。在快中子增殖反應爐中，所有這些同位素都可以作為燃料燃燒。

「增殖反應爐」簡單來說就是設計用於極高中子經濟性、相關轉化率高於1.0的核反應爐。原則上，幾乎任何反應爐設計都可以調整為增殖反應爐。例如，輕水反應爐（一種重度慢化熱設計）演化為RMWR概念，使用低密度超臨界形式的輕水來提高中子經濟性，使其足以進行增殖反應。
除了水冷式，目前還有許多其他類型的增殖反應爐被設想。這些包括熔鹽冷卻、氣冷和液態金屬冷卻等多種設計。幾乎所有這些基本設計類型都可以使用鈾、鈽、多種次錒系元素或釷作為燃料，而且它們的設計目標也各不相同，例如製造更多裂變燃料、長期穩態運行或主動燃燒核廢料。
現存的反應爐設計有時會根據中子能譜分為兩大類，其中主要分為兩類：一類設計主要使用鈾和超鈾元素，另一類設計使用釷元素，避免使用超鈾元素。這些設計如下：
- 快中子增殖反應爐（FBR）利用「快」（即未經慢化的）中子，從可增殖鈾-238中增殖出可裂變鈽（以及可能更高等級的超鈾元素） 。快中子能譜具有足夠的靈活性，如果需要，它也可以把釷增殖出可裂變鈾-233 。
- 熱增殖反應爐利用「熱譜」或「慢」（即慢化）中子，從釷中增殖出可裂變的鈾-233。鑑於各種核燃料的特性，熱增殖反應爐被認為只有使用釷燃料才具有商業可行性，因為這樣可以避免較重的超鈾元素的積聚。

### 快中子增殖反應爐

示意圖顯示了 LMFBR 的 Loop 類型和 Pool 類型之間的區別

目前所有大型FBR發電站都是採用液態鈉冷卻的液態金屬快中子增殖反應爐(LMFBR )通常採用以下兩種設計之一：:43
- 迴路(Loop)型，其中主冷卻劑通過反應爐罐外的主熱交換器循環（但由於主冷卻劑中 含有放射性24 Na，因此在生物屏蔽內循環）
- 池(Pool)式，其中主熱交換器和泵浸入反應爐罐內

截至 2017 年，只有兩座商業營運的增殖反應爐：BN-600 反應堆，功率為 560 MWe，BN-800 反應堆，功率為 880 MWe。兩者都是俄羅斯的鈉冷反應爐。這種設計使用液態金屬作為主要冷卻劑，將熱量從核心轉移到用於驅動發電渦輪機的蒸汽。 FBR 也使用鈉以外的其他液態金屬進行冷卻(一些早期的 FBR 使用汞)；其他實驗反應爐使用了鈉鉀合金。兩者都具有在室溫下呈液態的優勢，這對於實驗裝置來說很方便，但對於中試或全尺寸發電站來說則不那麼重要。
擬建的第四代反應爐類型中有三種是 FBR：
- 用氦氣冷卻的氣冷快中子反應爐。
- 基於現有LMFBR和整體快堆設計的鈉冷快中子反應爐。
- 基於蘇聯海軍推進裝置的鉛冷快中子反應爐。

快中子反應爐通常使用混合氧化物燃料芯，其中二氧化鈽（ PuO2 ）含量最高可達20% ，二氧化鈾（ UO2 ）含量至少為80% 。另一種燃料選擇是金屬合金，通常是鈾、鈽和鋯（因其對中子「透明」）的混合物。濃縮鈾可以單獨使用。
許多設計在反應爐核心周圍佈置了一層管子，管子中裝有不可裂變的鈾 238，透過捕獲核心反應產生的快中子，鈾 238 會轉化為可裂變的鈽 239（核心中的部分鈾也是如此），然後再處理後用作核燃料。其他 FBR 設計則依靠燃料（也含有鈾 238）的幾何形狀，以達到足夠的快中子捕獲。鈽 239（或可裂變的鈾 235）的裂變截面在快譜中比在熱譜中小得多，239 Pu/ 235 U 裂變截面與238 U 吸收截面之比也是如此。這增加了維持鍊式反應所需的239 Pu/ 235 U濃度，以及增殖與裂變的比率。
另一方面，快中子反應爐根本不需要慢化劑來減慢中子速度，而是利用快中子每次裂變比慢中子產生更多中子的優勢。因此，普通液態水作為慢化劑和中子吸收劑，並非快中子反應爐理想的主要冷卻劑。由於反應爐堆芯需要大量的水來冷卻，中子的產額以及239Pu的增殖會受到嚴重影響。人們已經對減慢水反應爐進行了理論研究，這種反應爐可能具有足夠快的光譜，從而提供略高於1的增殖比。這可能會導致液態水冷卻反應爐功率降低到不可接受的水平，成本也很高，但超臨界水反應爐(SCWR) 的超臨界水冷卻劑具有足夠的熱容量，可以用更少的水進行充分冷卻，從而使快譜水冷反應爐成為一種現實可能。
冷卻劑的類型、溫度和快中子譜使燃料包殼材料（通常為奧氏體不銹鋼或鐵素體-馬氏體鋼）處於極端條件下。了解輻射損傷、冷卻劑相互作用、應力和溫度對於任何反應爐堆芯的安全運作至關重要。迄今為止，鈉冷快堆中使用的所有材料都有已知的極限。 氧化物彌散強化合金鋼被視為長期抗輻射燃料包殼材料，可以克服當今材料選擇的不足。

#### 整合式快中子增殖反應爐
專為解決廢棄物處理和鈽問題而設計的快中子反應爐之一，是整體式快中子反應爐（IFR，也稱為整合式快中子增殖反應爐，儘管最初的反應爐設計為不會增殖淨過剩的裂變材料）。
為了解決廢棄物處理問題，IFR 在現場配備了一個電解燃料後處理裝置，該裝置透過電鍍回收鈾和所有超鈾元素（不僅僅是鈽） ，廢物中只留下短半衰期的 裂變產物。其中一些裂變產物隨後可以分離用於工業或醫療用途，其餘的則送往廢棄物處置庫。 IFR 高溫處理系統使用熔融鎘陰極和電解精煉器，直接在反應爐現場對金屬燃料進行後處理。此類系統將所有次錒系元素與鈾和鈽混合。這些系統緊湊且自給自足，因此不需要將任何含鈽的材料運出增殖反應爐現場。採用此類技術的增殖反應爐很可能被設計成增殖比非常接近 1.00，這樣在初始裝入濃縮鈾和/或鈽燃料後，反應爐只需更換少量天然鈾。每月一次供應的相當於牛奶箱大小的天然鈾塊的數量就足以滿足這樣一個 1 千兆瓦反應爐的需求。目前，這種自給式增殖反應爐被設想為核反應爐設計人員最終的自給和自支持的終極目標。本計畫於 1994 年被美國能源部長 Hazel O'Leary取消。

#### 其他快中子反應爐

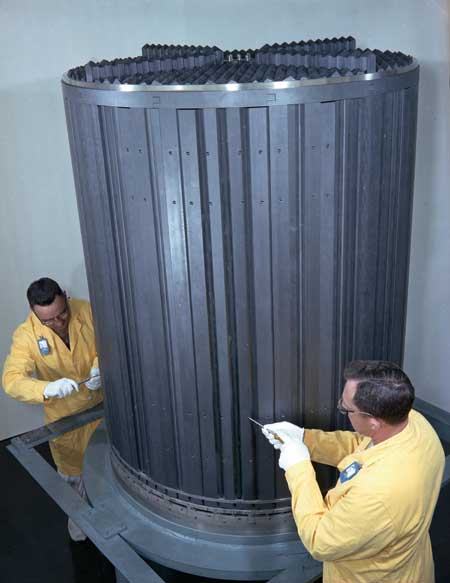
熔鹽反應器實驗 的石墨核心

第一座建成並投入運作的快堆是位於新墨西哥州洛斯阿拉莫斯的洛斯阿拉莫斯鈽快中子反應爐（簡稱「克萊門汀爐」,Clementine ）。 克萊門汀核反應爐以鎵穩定的δ相鈽為燃料，並以汞冷卻。它預留了一個釷-232“窗口”，用於增殖實驗，但目前尚無關於這一特性的報告。
另一種建議的快堆是熔鹽快堆，其中熔鹽的慢化特性微不足道。這通常是透過用較重的金屬氯化物（例如 KCl、RbCl、 ZrCl4 ）代替鹽載體中的輕金屬氟化物（例如 LiF、 BeF2 ）來實現的。
目前已建造了數座快中子增殖反應爐（FBR）原型，其發電量從相當於幾個燈泡的功率（EBR-I，1951年）到超過1000  MWe不等。截至2006年，該技術在經濟上尚不及熱堆技術，但印度、日本、中國、韓國和俄羅斯均投入大量研究資金，進一步研發快中子增殖反應爐，預計鈾價上漲將長期改變現狀。相較之下，德國出於安全考量放棄了這項技術。 SNR -300快中子增殖反應爐歷經19年才竣工，儘管成本超支總計達36億歐元，但最終還是被廢棄。

### 熱增殖反應爐
先進重水反應爐是少數幾個擬議的大規模釷利用技術之一。 印度正在開發這項技術，其動力是其擁有豐富的釷儲量；世界上近三分之一的釷儲量在印度，而印度缺乏大量的鈾儲量。
希平波特原子能電廠60兆瓦反應爐的第三座也是最後一座核心是一座輕水釷增殖堆，於1977年開始運作。 它使用二氧化釷和氧化鈾-233製成的芯塊；最初，芯塊中鈾-233的含量在點火區為5-6%，在包層區為1.5-3%，在反射區為0。該反應爐以236兆瓦時（MWt）的功率運行，發電量為60兆瓦，最終發電量超過21億度。五年後，核心被移除，發現其裂變材料含量比安裝時增加了近1.4%，顯示發生了釷增殖反應。
液態氟化釷反應爐(LFTR)也計劃用作釷熱增殖器。液態氟化釷反應爐可能具有一些吸引人的特點，例如固有安全性、無需製造燃料棒，以及液體燃料的後處理可能更簡單。這個概念最初於1960年代在橡樹嶺國家實驗室的 熔鹽反應爐實驗中被研究。自2012年起，它再次成為全球關注的焦點。

## 燃料資源
增殖反應爐原則上可以提取鈾或釷中幾乎所有的能量，與廣泛使用的直流輕水反應爐相比，可將燃料需求量降低100倍，而直流輕水反應爐僅提取地下錒系金屬（鈾或釷）中不到1%的能量。增殖反應爐的高燃料效率可以大幅減少對燃料供應、採礦能耗以及放射性廢棄物儲存的擔憂。透過海水鈾提取（目前成本過高，不經濟），增殖反應爐所儲備的燃料足以滿足全球以1983年的總能源消耗率計算50億年的能源需求，從而使核能成為一種有效的可再生能源。 除了海水之外，普通的地殼花崗岩中還含有大量的鈾和釷，如果使用增殖反應堆，這些鈾和釷可以為太陽在恆星演化主序列中的剩餘壽命提供充足的能量。

### 核廢料
廣義上講，乏核燃料有三個主要成分。第一部分是裂變產物，即燃料原子分裂釋放能量後剩餘的碎片。裂變產物有數十種元素和幾百種同位素，都比鈾輕。乏核燃料的第二個主要成分是超鈾元素（比鈾重的原子），它們是由燃料中的鈾或更重的原子吸收中子但不發生裂變時產生的。所有超鈾同位素都屬於元素週期表中的錒系，因此它們通常被稱為錒系元素。最大的成分是剩餘的鈾，其中大約 98.25% 是鈾-238、1.1% 是鈾-235 和 0.65% 是鈾-236。 U-236 來自非裂變俘獲反應，其中 U-235 吸收中子但僅釋放高能量伽馬射線而不是發生裂變。
裂變產物的物理行為與錒系元素明顯不同。具體而言，裂變產物不會發生裂變，因此不能用作核燃料。事實上，由於裂變產物通常是中子毒物（吸收可用於維持鍊式反應的中子），裂變產物被視為消耗裂變材料後遺留的核「灰燼」。此外，只有七種長壽命裂變產物同位素的半衰期超過一百年，這使得它們的地質儲存或處置比超鈾材料更容易。
隨著人們對核廢料的擔憂日益加深，增殖燃料循環因其可以減少錒系元素廢料（特別是鈽和少量錒系元素）而重新受到關注。 增殖反應爐的設計目的是將錒系元素廢料作為燃料進行裂變，從而將其轉化為更多的裂變產物。乏核燃料從輕水反應爐移除後，會經歷複雜的衰變過程，因為每種核素的衰變速率不同。裂變產物的衰變半衰期與超鈾同位素的衰變半衰期有很大差異。如果超鈾元素留在乏燃料中，經過1000到100000年後，這些超鈾元素的緩慢衰變將產生乏燃料中的大部分放射性。因此，從廢料中去除超鈾元素可以消除乏核燃料的大部分長期放射性。
現今的商用輕水反應爐確實會增殖一些新的裂變物質，主要以鈽的形式存在。由於商用反應爐從未被設計為增殖反應爐，它們無法將足夠的鈾238轉化為鈽來補充消耗的鈾235。儘管如此，商用核反應爐產生的電力中至少有三分之一來自燃料中產生的鈽的裂變。即使鈽消耗量如此之高，輕水反應爐也僅消耗其產生的鈽和次錒系元素的一部分，而鈽的不可裂變同位素則會積聚，同時還會積累大量的其他次錒系元素。
增殖燃料循環因其能夠減少錒系元素廢料，特別是減少鈽的各種同位素以及次要錒系元素（镎、镅、鋦等）的排放而重新引起了人們的興趣。由於採用閉式燃料循環的增殖反應爐幾乎可以使用所有輸入的錒系元素同位素作為燃料，因此其燃料需求量將減少約 100 倍。其產生的廢料量也將減少約 100 倍。雖然增殖反應爐產生的廢料量大幅減少，但其廢料的活度與輕水反應爐產生的廢料活度大致相同。
增殖反應爐廢棄物的衰變行為與普通反應爐不同，因為它由不同的物質組成。增殖反應爐廢料主要由裂變產物組成，而輕水反應爐廢料主要由未使用的鈾同位素和大量的超鈾元素組成。在輕水反應爐中，乏核燃料在超過10萬年後，超鈾元素將成為放射性的主要來源。消除這些超鈾元素可以消除乏燃料中大部分的長期放射性。
原則上，增殖燃料循環可以回收並消耗所有錒系元素，只留下裂變產物。如本節圖表所示，裂變產物的總半衰期存在一個特殊的“間隙”，即沒有任何裂變產物的半衰期在91到20萬年之間。由於這種物理特性，在儲存數百年後， FBR產生的放射性廢物的活度會迅速下降到與長壽命裂變產物相當的低水平。然而，要獲得這一優勢，需要有效率地從乏燃料中分離超鈾元素。如果所使用的燃料後處理方法在最終的廢物流中殘留了大量超鈾元素，則此優勢將大大降低。
快中子核反應爐 (FBR) 的快中子可以裂變質子和中子數量均為偶數的錒系元素原子核。這類原子核通常缺乏輕水堆 (LWR) 中使用的可裂變燃料所具有低速的「熱中子」共振。 釷燃料循環本身所產生的重錒系元素含量較低。釷燃料循環中的可增殖材料的原子量為 232，而鈾燃料循環中的可增殖材料的原子量為 238。這種質量差異意味著釷-232 需要每個原子核再經歷六次中子捕獲事件才能產生超鈾元素。除了這種簡單的質量差異之外，隨著質量的增加，反應爐還有兩個裂變原子核的機會：第一次是作為有效燃料核 鈾-233，第二次是當它再吸收兩個中子後，再次作為燃料核 鈾-235。
主要用於銷毀錒系元素而非增加可裂變燃料儲量的反應爐有時被稱為燃燒器反應爐。增殖和燃燒都依賴良好的中子經濟性，許多設計都能兼顧兩者。增殖設計用增殖材料構成的增殖包層包覆核心。廢料燃燒器用待銷毀的非增殖廢料包裹核心。一些設計還增加了中子反射器或吸收器。

## 設計
| 同位素        | 熱裂變 截面     | 熱 裂變 % | 快裂變 截面     | 快 裂變 % |
| ------------- | --------------- | --------- | --------------- | --------- |
| Th-232        | 53.71 microbarn | 1 n       | 79.94 millibarn | 3 n       |
| U-232         | 76.52 barn      | 59        | 2.063 barn      | 95        |
| U-233         | 531.3 barn      | 89        | 1.908 barn      | 93        |
| U-235         | 585.1 barn      | 81        | 1.218 barn      | 80        |
| U-238         | 16.8 microbarn  | 1 n       | 306.4 millibarn | 11        |
| Np-237        | 20.19 millibarn | 3 n       | 1.336 barn      | 27        |
| Pu-238        | 17.77 barn      | 7         | 1.968 barn      | 70        |
| Pu-239        | 747.4 barn      | 63        | 1.802 barn      | 85        |
| Pu-240        | 36.21 millibarn | 1 n       | 1.328 barn      | 55        |
| Pu-241        | 1012 barn       | 75        | 1.626 barn      | 87        |
| Pu-242        | 2.436 millibarn | 1 n       | 1.151 barn      | 53        |
| Am-241        | 3.122 barn      | 1 n       | 1.395 barn      | 21        |
| Am-242m       | 6401 barn       | 75        | 1.834 barn      | 94        |
| Am-243        | 81.58 millibarn | 1 n       | 1.081 barn      | 23        |
| Cm-242        | 4.665 barn      | 1 n       | 1.775 barn      | 10        |
| Cm-243        | 587.4 barn      | 78        | 2.432 barn      | 94        |
| Cm-244        | 1.022 barn      | 4 n       | 1.733 barn      | 33        |
| n=non-fissile |                 |           |                 |           |

### 轉換率
衡量反應爐性能的一個指標是“轉化率”，定義為產生的新裂變原子與消耗的裂變原子之比。除專門設計和操作的錒系元素燃燒器外，所有擬建的核反應爐都會經歷一定程度的轉化。只要反應爐的中子通量中存在任何數量的可增殖材料，就總是會產生一些新的裂變材料。當轉化率大於1時，通常被稱為「增殖率」。
例如，常用的輕水反應爐的轉換率約為0.6。以天然鈾為燃料的加壓重水反應爐的轉換率為0.8。在增殖反應爐中，轉化率高於1。當轉化率達到1.0，且反應爐產生的裂變材料數量與其消耗量相同時，即達到「損益平衡」。

### 倍增時間
倍增時間是指增殖反應爐產生足夠的新裂變材料來取代原有燃料，並為另一座核反應爐提供等量燃料所需的時間。早年，當人們認為鈾資源稀缺時，倍增時間曾被認為是衡量增殖反應爐表現的重要指標。然而，由於鈾資源在核反應爐發展初期比人們預想的更為豐富，並且考慮到乏燃料中鈽的含量，倍增時間在現代增殖反應爐設計中已不再是一個重要的指標。

### 燃盡
「燃耗值」是衡量從燃料中一定質量的重金屬中提取出多少能量的指標，通常（對於動力反應爐）以每噸重金屬產生的千兆瓦天數表示。燃耗是決定裂變反應爐產生的同位素類型和豐度的重要因素。增殖反應爐的設計燃耗比傳統反應爐高，因為增殖反應爐產生的廢料更多是以裂變產物的形式產生的，而大多數或所有錒系元素都會被裂變並銷毀。
過去，增殖反應爐的開發主要集中在低增殖比的反應爐，從使用釷燃料、以傳統輕水冷卻的希平波特反應爐（Shippingport Reactor ）的1.01 到蘇聯BN-350液態金屬冷卻反應爐的1.2以上。增殖反應爐的理論模型表明，在工業規模上，液態鈉冷卻劑在燃料元件內部的管道中流動（「管殼式」結構）的增殖比至少可以達到1.8。蘇聯BR-1試驗反應爐在非商業條件下實現了2.5的增殖比。

### 再處理
任何反應爐中的核燃料裂變都不可避免地會產生吸收中子的裂變產物。增殖反應爐產生的增殖性中子需要進行核後處理，以去除這些中子毒物。這一步驟對於充分利用增殖能力，使燃料的增殖量等於或超過消耗量是必要的。所有後處理都可能帶來核擴散隱患，因為它可以從乏燃料中提取可用於製造武器的材料。最常見的後處理技術PUREX尤其令人擔憂，因為它是專門為分離鈽而設計的。增殖反應爐燃料循環的早期提案甚至帶來了更大的核擴散隱患，因為它們將使用 PUREX 分離鈽這種極具吸引力的同位素，用於製造核武。
一些國家正在開發不將鈽與其他錒系元素分離的後處理方法。例如，非水基火法電解萃取製程用於處理{{le|整體式快堆|integral fast reactor}燃料}時，會在反應爐燃料中殘留大量放射性錒系元素。較傳統的水基後處理系統包括 SANEX、UNEX、DIAMEX、COEX 和 TRUEX，以及將 PUREX 與這些系統和其他協同處理系統結合的方案。所有這些系統的抗擴散性能都略優於 PUREX，儘管它們的採用率較低。
在釷循環中，釷-232先轉化為鐃-233，然後衰變為鈾-233。如果镤殘留在反應爐中，也會產生少量的鈾-232，而鈾-232的衰變鏈中含有強伽馬射線發射體鉈-208。與鈾燃料設計類似，燃料和增殖材料在反應爐中停留的時間越長，這些不良元素的累積就越多。在設想中的商用釷反應爐中，鈾-232的累積量會很高，導致任何由釷衍生的鈾都會受到極高的伽馬射線輻射劑量。這些伽馬射線會使武器的安全操作及其電子設備的設計變得複雜；這也解釋了為什麼鈾-233從未被用於製造武器，除了概念驗證之外。
雖然釷循環在從燃料中提取鈾233方面可能具有抗擴散性（因為鈾232的存在），但另一種提取鈾233的途徑卻存在擴散風險，即透過化學方法提取鈸233，並使其在反應爐外衰變為純鈾233。這個過程顯然是化學操作，並非此類反應爐設計正常運作所必需的，但它有可能在國際原子能機構（IAEA）等組織的監督範圍之外發生，因此必須加以防範。

## 量產
與核能的許多方面一樣，快中子增殖反應爐多年來一直備受爭議。 2010年，國際裂變材料專家委員會表示：「經過六十年的發展，耗費了相當於數百億美元的資金，增殖反應爐的前景仍然基本未兌現，大多數國家都在逐步削減其商業化努力。」德國、英國和美國已經放棄了增殖反應爐的開發計劃。追求增殖反應爐的理由－有時是明確的，有時是隱含的－基於以下關鍵假設：
- 人們曾預計，如果大規模部署裂變能源，鈾資源將會稀缺，高品位礦藏將很快枯竭；然而現實是，自冷戰結束以來，鈾資源比早期設計者預想的要便宜得多，而且更加豐富。[53]
- 人們原本預期增殖反應爐很快就會在經濟上與目前主導核電的輕水反應爐競爭，但實際情況是，其資本成本至少比水冷反應爐高出 25%。
- 人們曾認為增殖反應爐可以像輕水反應爐一樣安全可靠，但使用鈉冷卻劑的快中子反應爐有安全問題，一旦洩漏就可能導致鈉起火。
- 人們原本預計，增殖反應爐及其「閉式」燃料循環（其中鈽被回收）所帶來的核擴散風險是可以控制的。但由於鈽增殖反應爐利用鈾238生產鈽，而釷增殖反應爐利用釷生產易裂變的鈾233，因此理論上所有增殖循環都可能構成核擴散風險。[54]然而，增殖反應爐產生的鈾233中始終含有鈾232，而鈾232的子體會發出強烈的γ射線，這將使核武的操作極為危險，並且易於偵測。[55]

一些曾經的反核人士如今轉而支持核能，認為它是一種清潔的電力來源，因為增殖反應爐能夠有效地回收大部分核廢料。這解決了核能最重要的負面問題之一。紀錄片《潘朵拉的承諾》為增殖反應爐提供了一個很好的例子，因為它提供了一個真正高功率的化石燃料能源替代品。根據影片的描述，一磅鈾所能提供的能量相當於5,000桶石油。

### 值得注意的反應爐
| 反應爐       | 建造國       | 啟動            | 關閉               | 設計 MWe | 最終 MWe | 熱能 功率 MWt | 容量因素               | 冷卻液 洩漏次數 | 中子溫度   | 冷卻液              | 反應爐種類                  |
| ------------ | ------------ | --------------- | ------------------ | -------- | -------- | ------------- | ---------------------- | --------------- | ---------- | ------------------- | --------------------------- |
| DFR          | UK           | 1962            | 1977               | 14       | 11       | 65            | 34%                    | 7               | Fast       | NaK                 | Test                        |
| 中國實驗快堆 | China        | 2012            | operating          | 20       | 22       | 65            | 40%                    | 8               | Fast       | Sodium              | Test                        |
| CFR-600      | China        | 2017            | commissioning/2023 | 642      | 682      | 1882          | 34%                    | 27              | Fast       | Sodium              | Commercial                  |
| BN-350       | Soviet Union | 1973            | 1999               | 350      | 52       | 750           | 43%                    | 15              | Fast       | Sodium              | Prototype                   |
| Rapsodie     | France       | 1967            | 1983               | 0        | –        | 40            | –                      | 2               | Fast       | Sodium              | Test                        |
| Phénix       | France       | 1975            | 2010               | 233      | 130      | 563           | 40.5%                  | 31              | Fast       | Sodium              | Prototype                   |
| PFR          | UK           | 1976            | 1994               | 234      | 234      | 650           | 26.9%                  | 20              | Fast       | Sodium              | Prototype                   |
| KNK II       | Germany      | 1977            | 1991               | 18       | 17       | 58            | 17.1%                  | 21              | Fast       | Sodium              | Research/Test               |
| SNR-300      | Germany      | 1985            | 1991               | 327      | –        | –             | non-nuclear tests only | –               | Fast       | Sodium              | Prototype/Commercial        |
| BN-600       | Soviet Union | 1981            | operating          | 560      | 560      | 1470          | 74.2%                  | 27              | Fast       | Sodium              | Prototype/Commercial (Gen2) |
| FFTF         | US           | 1982            | 1993               | 0        | –        | 400           | –                      | 1               | Fast       | Sodium              | Test                        |
| Superphénix  | France       | 1985            | 1998               | 1200     | 1200     | 3000          | 7.9%                   | 7               | Fast       | Sodium              | Prototype/Commercial (Gen2) |
| FBTR         | India        | 1985            | operating          | 13       | –        | 40            | –                      | 6               | Fast       | Sodium              | Test                        |
| PFBR         | India        | 2004            | 2024               | 500      | –        | 1250          | –                      | –               | Fast       | Sodium              | Prototype/Commercial (Gen3) |
| Jōyō         | Japan        | 1977            | 2007               | 0        | –        | 150           | –                      | –               | Fast       | Sodium              | Test                        |
| Monju        | Japan        | 1995            | 2017               | 246      | 246      | 714           | trial only             | 1               | Fast       | Sodium              | Prototype                   |
| BN-800       | Russia       | 2015            | operating          | 789      | 880      | 2100          | 73.4%                  | –               | Fast       | Sodium              | Prototype/Commercial (Gen3) |
| MSRE         | US           | 1965            | 1969               | 0        | –        | 7.4           | –                      | –               | Epithermal | Molten salt (FLiBe) | Test                        |
| Clementine   | US           | 1946            | 1952               | 0        | –        | 0.025         | –                      | –               | Fast       | Mercury             | World's First Fast Reactor  |
| EBR-1        | US           | 1951            | 1964               | 0.2      | 0.2      | 1.4           | –                      | –               | Fast       | NaK                 | First Power Reactor         |
| Fermi-1      | US           | 1963            | 1972               | 66       | 66       | 200           | –                      | –               | Fast       | Sodium              | Prototype                   |
| EBR-2        | US           | 1964            | 1994               | 19       | 19       | 62.5          | –                      | –               | Fast       | Sodium              | Experimental/Test           |
| Shippingport | US           | 1977 as breeder | 1982               | 60       | 60       | 236           | –                      | –               | Thermal    | Light Water         | Experimental-Core3          |

蘇聯建造了一系列快堆，第一批採用汞冷卻，以金屬鈽為燃料；後期的快堆則採用鈉冷卻，以氧化鈽為燃料。 BR-1（1955年）的功率為100瓦（熱能），隨後是BR-2，功率為100千瓦，之後是BR-5，功率為5兆瓦。 BOR-60（1969年首次達到臨界狀態）的功率為60兆瓦，於1965年開始建造。

## 未來的工廠

### 印度
印度幾十年來一直試圖研發快中子增殖反應爐，但一再拖延。原型快中子增殖反應爐預計將於 2024 年 12 月完工並投入使用。 此計畫旨在利用可增殖釷-232 增殖可裂變鈾-233。印度也正在研究釷熱增殖反應爐技術。印度專注於釷是因為該國儲量豐富，儘管全球已知的釷儲量是鈾的四倍。印度原子能部在 2007 年表示，將同時建造另外四座 500 MWe 的增殖反應爐，其中兩座位於卡爾帕卡姆。

印度核電公司BHAVINI成立於2003年，負責建造、調試和營運印度三階段核電計畫中所有第二階段快中子增殖反應爐。為了推進這些計劃，FBR-600是一座額定功率為600 MWe的池式鈉冷反應爐。

### 中國
中國實驗快堆是計畫中的中國原型快堆的 25 兆瓦（電）原型機。它在 2011 年開始發電。中國啟動了釷基熔鹽熱增殖反應爐技術（液氟化釷反應爐）研發項目，該項目於 2011 年在中國科學院年會上正式宣布。其最終目標是在約 20 年內研究和開發基於釷的熔鹽核系統。 

### 韓國
韓國正在開發一種標準化模組化 FBR 設計以供出口，以補充其已開發和建造的標準化壓水反應爐和CANDU設計，但尚未承諾建造原型。

### 俄羅斯
俄羅斯計劃大幅增加其快中子增殖反應爐的數量。位於別洛雅爾斯克的BN-800反應爐（800 MWe）於2012年完工，接替了規模較小的BN-600反應爐。此反應爐於2016年達到滿載生產。更大的BN-1200反應爐（1200 MWe）的建造計劃原定於2018年完工，另外兩座BN-1200反應爐將於2030年底建成。然而，在2015年，俄羅斯原子能公司（Rosenergoatom）無限期推遲了建設，以便在積累了更多BN-800反應爐運行經驗後改進燃料設計，並考慮到成本問題。
西伯利亞化學聯合企業將建造一座實驗性的鉛冷快堆BREST-300。 BREST（俄語：bystry reaktor so svintsovym teplonositelem，英語：鉛冷卻快堆）設計被視為 BN 系列的後繼者，西伯利亞化學聯合企業300 MWe 機組可能是 1,200 MWe 版本的先驅，該版本將廣泛用於商業發電。該開發計畫是 2010-2020 年先進核子技術聯邦計畫的一部分，該計畫旨在利用快堆來提高鈾效率，同時「燃燒」那些原本會作為廢物處理的放射性物質。它的核心直徑約為 2.3 米，高 1.1 米，可容納 16 噸燃料。該裝置每年更換一次燃料，每個燃料元件在核心內總共停留五年。鉛冷卻劑溫度約540°C，效率高達43%，一次熱產量為700兆瓦時，發電量為300兆瓦時。該機組的運轉壽命可達60年。預計設計將於2014年由NIKIET完成，並於2016年至2020年間進行建造。 冷卻水塔將於2024年底建成，目標在2026年開始運作。

### 日本
2006年，美國、法國和日本簽署了一項“協議”，旨在研究和開發鈉冷快堆，以支持“全球核能夥伴關係”。 2007年，日本政府選定三菱重工作為「日本快堆開發的核心公司」。此後不久，三菱快堆系統公司成立，致力於開發並最終銷售快堆技術。

### 法國
2010年，法國政府向原子能委員會撥款6.516億歐元，用於完成ASTRID（先進鈉技術工業示範反應爐）的設計。該反應爐是一座600兆瓦的第四代反應堆，預計於2020年完成設計。早在2013年，英國就對PRISM反應爐表現出興趣，並與法國合作開發ASTRID。 2019年，法國原子能委員會宣布，該反應爐在本世紀中葉前不會投入使用。

### 美國
柯克‧索倫森（Kirk Sorensen）曾任美國國家航空暨太空總署（NASA）科學家，現為特萊達因‧布朗工程公司（Teledyne Brown Engineering）首席核子技術專家，長期以來致力於釷燃料循環，尤其是液態氟化釷反應爐的推廣。 2011年，索倫森創立了Flibe Energy公司，旨在開發20至50兆瓦的LFTR反應堆，為軍事基地供電。
2010 年 10 月，通用電氣日立核能公司與美國能源部薩凡納河核電廠的營運商簽署了一份諒解備忘錄，允許在美國核管理委員會(NRC) 的全面許可設計之前，基於該公司的S-PRISM快中子增殖反應爐建造一座示範電廠。 2011 年 10 月，《獨立報》報道稱，英國核退役管理局 (NDA) 和能源與氣候變遷部 (DECC) 的高級顧問已要求提供 PRISM 的技術和財務細節，部分原因是為了減少該國的鈽庫存。
Intellectual Ventures在一項專利中提出的行波反應爐是一種快中子增殖反應堆，其設計目的是在反應爐長達數十年的使用壽命內無需進行燃料後處理。行波反應爐設計中的增殖燃燒波並非從反應爐的一端移動到另一端，而是從內向外逐漸移動。此外，隨著燃料成分透過核嬗變發生變化，燃料棒在核心內不斷重新排列，以優化任何給定時間點的中子通量和燃料利用率。因此，燃料本身不是讓波在燃料中傳播，而是透過基本靜止的燃燒波移動。這與許多媒體報導相反，這些報導將該概念推廣為一種類似蠟燭的反應堆，其燃燒區域沿著燃料棒向下移動。透過將靜態堆芯配置替換為主動管理的「駐波」或「孤子」堆芯，TerraPower的設計避免了冷卻高度變化的燃燒區域的問題。在這種情況下，燃料棒的重新配置由機器人設備遠端完成；在整個過程中，安全殼保持關閉，因此不會產生停機時間。.